# Santa Leopoldina
Santa Leopoldina là một đô thị thuộc bang Espírito Santo, Brasil. Đô thị này có diện tích 716,441 km², dân số năm 2007 là 10527 người, mật độ 14,69 người/km².